# Varechovce, Stropkov
Varechovce este o comună slovacă, aflată în districtul Stropkov din regiunea Prešov. Localitatea se află la altitudinea de 318 m deasupra n.m., se întinde pe o suprafață de 10,59 km2 și în 2017 număra 154 de locuitori.

## Istoric
Localitatea Varechovce este atestată documentar din 1430.

## Demografie
| An:                | 1994 | 2004    | 2014   | 2024    |
| ------------------ | ---- | ------- | ------ | ------- |
| Număr de persoane: | 181  | 160     | 165    | 135     |
| Diferență:         |      | −11,60% | +3,12% | −18,18% |

| An:                | 2023 | 2024   |
| ------------------ | ---- | ------ |
| Număr de persoane: | 146  | 135    |
| Diferență:         |      | −7,53% |